# High Efficiency Image File Format
High Efficiency Image File Format (HEIF, někdy vyslovován [hi:f])
je v informatice název formátu souboru (kontejneru) pro uložení samostatných obrázků nebo obrazových sekvencí. Byl vytvořen organizací MPEG (Moving Picture Experts Group), je definován jako MPEG-H Part 12 (ISO/IEC 23008-12) a sám o sobě je volně k dispozici. Uvnitř může používat různé datové formáty dat, například proprietární formát HEIC (H.265)
nebo otevřený formát AVIF (AV1).
Skupina MPEG tvrdí, že v obrázku HEIF/HEVC může být při stejné kvalitě uložen dvojnásobek informací, než ve formátu JPEG o stejné velikosti i přesto, že byl uložen ve vyšší kvalitě.

## Charakteristika
Specifikace HEIF definuje uložení HEVC kódovaných intra-snímků (I-frame) a HEVC sekvencí obrázků, ve kterých je v omezeném rozsahu implementována inter-frame predikce.
HEIF soubory jsou kompatibilní s formátem ISO Base Media File Format (ISOBMFF, ISO/IEC 14496-12) a mohou obsahovat proudy, jako jsou titulky nebo zvuk.

## Historie
Požadavky a případy hlavního použití byly pro HEIF definovány v roce 2013.
Technický vývoj pak trval přibližně 1,5 roku a byl dokončen v létě 2015.
V červnu 2017 oznámila firma Apple podporu pro HEIF v systému macOS High Sierra a iOS 11, které byly uvolněny v září 2017.
Formát HEIF je v telefonech iPhone používán od systému iOS 11 pro ukládání fotografií (místo dříve používaného JPEG).
Nokia formát podporuje a zveřejnila open source JavaScript HEIF decoder na GitHubu, který funguje ve webovém prohlížeči.
V prosinci 2017 firma Zoner vydala aktualizaci svého programu Zoner Photo Studio X, který jako první aplikace pro systém Windows nabídl podporu práce s formátem HEIF.
V březnu 2018 získaly podporu formátu HEIF systémy Android P
a Microsoft Windows 10 (April update).
V květnu 2018 byl vydán GIMP verze 2.10.2, který obsahuje podporu HEIF.
Pro dřívější verze byl k dispozici samostatný plugin.
V roce 2022 byla vytvořena knihovna (DLL nebo zkompilovatelná z VS C++) pro novější OS Windows, uvolněná na GitHubu.